# 特尔玛·佩恩
特尔玛·佩恩（英語：Thelma Payne，1896年7月18日—1988年9月7日），美国女子跳水运动员。她曾代表美国参加1920年夏季奥林匹克运动会跳水比赛，获得女子3米跳板铜牌。她在奥运后成为游泳教练。